# Lerista verhmens
Lerista verhmens — вид сцинкоподібних ящірок родини сцинкових (Scincidae). Ендемік Австралії.

## Поширення і екологія
Lerista verhmens мешкають в регіоні Пілбара у Західній Австралії, за винятком крайнього сходу регіону. Вони живуть на луках, що ростуть на кам'янистих ґрунтах, та в невисоких спінніфексових заростях, що ростуть серед скель і кам'янистих пагорбів.